# Icedove
Icedove is een opensource-e-mailprogramma met RSS-mogelijkheden. Icedove is een fork van Mozilla Thunderbird, onderhouden door het Debian-project. Icedove werd in het leven geroepen toen Debian het niet meer eens was met de door Mozilla opgelegde vereisten (DFSG versus het Firefoxtrademark).
Icedove is vrije software en maakt net als Mozilla Thunderbird gebruik van XUL voor de GUI. 

## Ondersteuning van standaarden
IceDove ondersteunt POP3 en IMAP.
Verder ondersteunt het ook LDAP om adressen te kunnen aanvullen.
Het heeft een ingebouwde feedreader voor RSS en Atom en ondersteunt het ook de S/MIME-standaard. IceDove is compatibel met de Mozilla Thunderbird-add-ons.

## Licentie
IceDove is beschikbaar onder de MPL/GPL/LGPL-licenties die Mozilla ook gebruikt. In tegenstelling tot die van Mozilla zijn de standaardiconen van IceDove onder dezelfde licenties als hierboven staan.